# Primera B de Chile 2010
El Campeonato Nacional del Bicentenario de Primera B de Chile 2010 fue la 60° edición de la segunda categoría del fútbol profesional de Chile, correspondiente a la temporada 2010. Comenzó el 29 de enero y terminó el 5 de diciembre de 2010, coronando como campeón a Deportes Iquique, quien ascendió automáticamente a Primera División. El segundo ascendido fue Unión La Calera. 

En la Liguilla de Promoción, clasificaron Deportes Antofagasta y Curicó Unido. El club maulino llegó a esta instancia luego de ganar un partido de definición con Unión Temuco, ya que ambos llegaron en igualdad de puntos. Tanto Deportes Antofagasta como Curicó Unido no pudieron contra sus rivales de Primera División, que fueron Santiago Morning y Universidad de Concepción respectivamente. 
El club descendido a Tercera División A fue Provincial Osorno, quien cayó en el partido por el descenso ante Deportes Copiapó.

## Aspectos generales

### Modalidad
Para esta temporada, el torneo sufrió modificaciones con respecto a la temporada anterior:
Se disputó un solo torneo anual, el que tuvo un total de 40 fechas, lo que significó un aumento de dos fechas con respecto a los torneos anteriores. Las fechas se distribuyeron de la siguiente manera:
- Fase Zonal (28 fechas): Se jugó a partir del 29 de enero y finalizó el 12 de septiembre. Los participantes se distribuyeron en las Zonas Norte y Sur, de 7 equipos cada uno, donde se enfrentaron bajo el formato de "todos contra todos" y en cada fecha 1 equipo quedará Libre Cada Fecha. En esta fase hubo 4 rondas de 7 fechas cada una, haciendo el total de 28 fechas, sin embargo, cada equipo en realidad jugó 24 partidos (6 por cada ronda). El fixture de la 1° ronda fue igual en la 3° ronda, mientras que el de la 2° ronda fue igual en la 4° ronda.

- Fase Final y Liguilla de Ascenso (14 fechas): Se jugó a partir del 19 de septiembre y finalizó el 5 de diciembre. Esta fase reunió a los 8 equipos, 4 de cada zona involucrados que jugaron entre sí, en sistema "todos contra todos" en un total de 14 fechas, donde el fixture se determinó de acuerdo a la posición en que terminaron los equipos en cada grupo al concluir la Fase Zonal.

Deportes Iquique se tituló como Campeón Nacional de Primera B 2010 y ascendió automáticamente a Primera División, al igual que Unión La Calera que ascendió directamente también a Primera División, bajo el título de “Vice Campeón Nacional de Primera B 2010”.
En caso de igualdad de puntos en aquellas posiciones que proporcionan un título, un ascenso, una clasificación a Liguilla de Promoción o un descenso, se realizó un partido único de definición para dirimir la posición en disputa.

### Zonas
La división de equipos se realizó usando criterios geográficos. Caso aparte es el de la Región del Maule, ya que cuenta con dos equipos en esta división para la presente temporada. Finalmente se decidió que Curicó Unido participará de la Zona Norte, mientras que Rangers competirá en la Zona Sur.
| Zona Norte | Zona Sur |
| - San Marcos de Arica - Deportes Iquique - Deportes Antofagasta - Deportes Copiapó - Coquimbo Unido - Unión La Calera - Curicó Unido | - Rangers - Deportes Concepción - Naval - Lota Schwager - Unión Temuco - Provincial Osorno - Deportes Puerto Montt |
| --- | --- |